# Antoon Utenhove
Antoon Utenhove (Ieper (?), vóór 1550 – Brussel, 22 augustus 1572) was een Vlaams edelman die deelnam aan de Geuzenopstand.

## Leven
Hij was afkomstig uit Ieper en hing het calvinisme aan. Na de Beeldenstorm en het Akkoord met Margaretha van Parma kwam hij er op 5 en 6 september 1566 kerken opeisen in het schepenhuis, als lid van een zeskoppige delegatie geleid door Jan d'Estourmel, heer van Vendeville. Uiteindelijk moesten ze zich tevreden stellen met een kerkhof. Toen Berty in december orde op zaken kwam stellen in de stad, was Utenhove er niet. Vermoedelijk nam hij deel aan de Slag bij Wattrelos en de Slag bij Lannoy. Na de komst van Alva stak hij het Kanaal over. In Londen plande hij in 1568 een invasie van het Westkwartier met rekruten uit Engeland, maar dit kreeg geen uitvoering. In de zomer van 1569 vormde hij mee de Watergeuzen en werd hij kapitein van de Geelvinck onder de geuzenadmiraal Dolhain. Na enkele seizoenen op zee nam hij op 1 april 1572 deel aan de Inname van Den Briel. Ongetwijfeld in opdracht van Lodewijk van Nassau trok hij vervolgens naar Frankrijk, om te helpen met het Franse luik van Oranjes tweede invasie. De aanvoerder van dit hugenotenleger, Jean de Hangest, liet zijn troepen ongeduldig oprukken en liep tegen een nederlaag aan in de Slag bij Saint-Ghislain op 17 juli 1572. Utenhove werd gevangen genomen en op last van Alva naar Brussel gevoerd voor tortuur. Vervolgens werd hij op gruwelijke wijze terechtgesteld buiten de stadsmuren: geketend aan een staak werd hij op een klein vuurtje levend verbrand, tot de Spaanse hellebaardiers hem uit medelijden doodstaken.

## Voetnoten
1. ↑  Door een oude verwarring wordt hij soms ten onrechte gezien als afkomstig uit Gent en terechtgesteld in Oudenaarde na een mislukte poging tot inname.
2. ↑  De andere leden waren Robert III van Belle, Jacques Taffin (ontvanger van kasteele te Walle), Pieter Cappoen (luitenant-baljuw van Belle) en de predikant Jacob de Buzere.
3. ↑  Gustaaf Asaert, 1585: de val van Antwerpen en de uittocht van Vlamingen en Brabanders, 2004, p. 214

- Biografisch Portaal: 61199199
- Digitale Bibliotheek voor de Nederlandse Letteren: uten014